# Liga Árabe del Golfo (EAU) 2017-18
La UAE Pro-League 2017-18 (también conocida como Liga Árabe del Golfo o Etisalat Pro League por motivos de patrocinio) fue la 43da temporada de fútbol de la máxima categoría de los Emiratos Árabes Unidos. La liga inició en agosto de 2017.
La liga contará con doce equipos; dos menos que la edición anterior. Once de la edición anterior y un ascendido de la División 1 de EAU 2016-17. El Al Jazira partirá como defensor del título.

## Equipos
Los clubes Al-Ittihad y Baniyas SC fueron relegados a la División 1 de EAU al terminar en las dos últimas posiciones de la temporada. El Ajman Club obtuvo el título de la División 1 de EAU 2015-16, para regresar a la máxima categoría luego de disputar la temporada 2014-15, mientras que el Dubai CSC lo acompañó en calidad de subcampeón, jugando por última vez en la temporada 2013-14.
Pero el 16 de mayo de 2017 se da a conocer la noticia de la fusión de los clubes de Dubái: Al Ahli Dubai, Al Shabab y Dubai CSC, en el Shabab Al-Ahli Dubai FC, reduciendo la cantidad de equipos de 14 a 12.

### Ciudades y estadios
| Equipo                  | Ciudad        | Emirato      | Estadio           | Aforo  |
| ----------------------- | ------------- | ------------ | ----------------- | ------ |
| Shabab Al-Ahli Dubai FC | Dubái         | Dubái        | Al-Rashid         | 18,000 |
| Al Ain                  | Al Ain        | Abu Dhabi    | Hazza bin Zayed   | 25,000 |
| Al Jazira               | Abu Dhabi     | Abu Dhabi    | Al Jazira         | 42,056 |
| Al Nasr                 | Dubái         | Dubái        | Al-Maktoum        | 12,000 |
| Ajman Club              | Ajman         | Ajmán        | Ajman             | 5,537  |
| Al Wasl                 | Dubái         | Dubái        | Zabeel            | 12,000 |
| Dhafra                  | Madinat Zayed | Abu Dhabi    | Al Dhafra         | 12,000 |
| Emirates                | Ras al-Jaima  | Ras al-Jaima | Emirates Club     | 5,000  |
| Sharjah                 | Sharjah       | Sharjah      | Sharjah           | 18,000 |
| Al-Wahda                | Abu Dhabi     | Abu Dhabi    | Al-Nahyan         | 12,000 |
| Dibba Club              | Fujairah      | Fujairah     | Fujairah Club     | 11,400 |
| Hatta Club              | Hatta         | Dubái        | Hamdan Bin Rashid | 5.000  |

### Personal y equipación
Nota: Loas banderas indican el equipo nacional tal como se ha definido en las reglas de elegibilidad de la FIFA. Los jugadores pueden tener más de una nacionalidad.
| Equipo               | Entrenador           | Capitán             | Fabricante | Patrocinador         |
| -------------------- | -------------------- | ------------------- | ---------- | -------------------- |
| Al-Ain               | Zoran Mamić          | Omar Abdulrahman    | Nike       | First Gulf Bank      |
| Al-Dhafra            | Mohammad Kwid        | Adil Hermach        | Adidas     | Adnoc                |
| Al-Jazira            | Henk ten Cate        | Ali Khasif          | Nike       | IPIC                 |
| Al-Nasr              | Cesare Prandelli     | Tareq Ahmed         | Adidas     | Emirates NBD         |
| Al-Wahda             | Laurențiu Reghecampf | Ismail Matar        | Adidas     | Al-Wahda Mall        |
| Al-Wasl              | Rodolfo Arruabarrena | Waheed Ismail       | Macron     | Saif Belhasa Holding |
| Ajman                | Vacant               | Abdullah Malallah   | uhlsport   |                      |
| Dibba Al-Fujairah    | Paulo Comelli        | Abdullah Nasser     | uhlsport   | uhlsport             |
| Emirates             | Ivan Hašek           | Sebastián Sáez      | uhlsport   | Al Naeem City Center |
| Hatta                | Gjoko Hadžievski     | Mahmoud Hassan      | Macron     | Macron               |
| Shabab Al-Ahli Dubai | Cosmin Olaroiu       | Majed Naser         | Nike       | Skydive Dubai        |
| Sharjah              | José Peseiro         | Adrian Mierzejewski | Adidas     | SAIF Zone            |

### Cambio de entrenadores
| Equipo           | Entrenador saliente | Fecha de salida    | Modo de salida  | Pos.          | Entrenador           | Fecha de nombramiento |
| ---------------- | ------------------- | ------------------ | --------------- | ------------- | -------------------- | --------------------- |
| Al-Nasr Dubai SC | Dan Petrescu        | 26 de mayo de 2017 | Fin de contrato | Pre-temporada | Cesare Prandelli     | 26 de mayo de 2017    |
| Al-Wahda FC      | Javier Aguirre      | 31 de mayo de 2017 | Fin de contrato | Pre-temporada | Laurențiu Reghecampf | 2 de junio de 2017    |

### Jugadores extranjeros
El número de jugadores extranjeros está limitando estrictamente a cuatro por equipo, incluyendo un cupo para un jugador de la AFC. Un equipo puede utilizar cuatro jugadores extranjeros en el campo durante cada juego, incluyendo al menos un jugador de algún país asiático.

## Tabla de posiciones
| Pos | Equipo                  | J  | G  | E  | P  | GF | GC | Dif | Pts | Calificación o descenso                                               |  |
| --- | ----------------------- | -- | -- | -- | -- | -- | -- | --- | --- | --------------------------------------------------------------------- |  |
| 1.  | Al-Ain (C)              | 22 | 16 | 5  | 1  | 65 | 23 | +42 | 53  | Copa Mundial de Clubes de la FIFA - Fase de grupos: Liga de Campeones |  |
| 2.  | Al-Wahda                | 22 | 14 | 4  | 4  | 50 | 29 | +21 | 46  | Fase de grupos: Liga de Campeones                                     |  |
| 3.  | Al Wasl                 | 22 | 12 | 5  | 5  | 42 | 27 | +15 | 41  | Play-Off: Liga de Campeones                                           |  |
| 4.  | Al-Nasr                 | 22 | 11 | 4  | 7  | 30 | 24 | +6  | 37  |                                                                       |  |
| 5.  | Shabab Al-Ahli Dubai FC | 22 | 7  | 10 | 5  | 25 | 18 | +7  | 31  |                                                                       |  |
| 6.  | Al Sharjah              | 22 | 8  | 5  | 9  | 26 | 30 | -5  | 29  |                                                                       |  |
| 7.  | Al-Jazira               | 22 | 7  | 7  | 8  | 34 | 36 | -2  | 28  |                                                                       |  |
| 8.  | Ajman Club              | 22 | 7  | 5  | 10 | 25 | 36 | -11 | 26  |                                                                       |  |
| 9.  | Dibba Al-Fujairah       | 22 | 5  | 6  | 11 | 21 | 36 | -15 | 21  |                                                                       |  |
| 10. | Al Dhafra               | 22 | 4  | 6  | 12 | 24 | 42 | -18 | 18  |                                                                       |  |
| 11. | Emirates Club           | 22 | 4  | 5  | 13 | 20 | 39 | -19 | 17  | Descenso: División 1 de EAU                                           |  |
| 12. | Hatta (D)               | 22 | 4  | 4  | 14 | 30 | 52 | -22 | 16  | Descenso: División 1 de EAU                                           |  |

PJ = Partidos jugados; G = Partidos ganados; E = Partidos empatados; P = Partidos perdidos; GF = Goles anotados; GC = Goles recibidos; Dif = Diferencia de goles; Pts = Puntos.

(C) = Campeón. (D) = Descendido.

Fuenteː